# Orachel
Orachel (auch: Goragel Island, Goraku, Oorakur Island, Orahal, Orakura, Orakuru-To, Orutorukkuru-To, Toilkeru, Olterukl) ist eine unbewohnte Insel von Palau.

## Geographie
Orachel ist eine kleine Insel im Bereich des administrativen Staates Ngatpang. Die Insel liegt zusammen mit Ordiilsau westlich von Ngereklmadel in der nördlichen Lagune. Die Inseln sind eine Fortsetzung der Anhöhe von Klbael. Das umgebende Meeresgebiet steht als Ngatpang Crab Conservation Area unter Naturschutz.